# Wilhelm Damberg
Wilhelm „Wim“ Damberg (* 3. Mai 1954 in Münster) ist ein deutscher römisch-katholischer Kirchenhistoriker und Hochschullehrer.

## Leben
1972 begann Damberg mit dem Studium der Katholischen Theologie und der Geschichte an der Universität Münster, er schloss 1978 mit der Diplomprüfung im Fach Katholische Theologie ab. 1979 machte er das Erste Staatsexamen für das Lehramt am Gymnasium für die Fächer Katholische Religionslehre und Geschichte. Von 1979 bis 1981 war er in der Redaktion der Zeitschrift der Katholisch-Theologischen Fakultät Theologische Revue tätig. Danach war er bis 1990 als Wissenschaftlicher Mitarbeiter am Seminar für Mittlere und Neuere Kirchengeschichte der Katholisch-Theologischen Fakultät der Westfälischen Wilhelms-Universität Münster. 1985 wurde er mit der Dissertation Der Kampf um die Schulen in Westfalen 1933–1945 zum Dr. theol. promoviert. 1988 arbeitete er an Planung und Durchführung eines von der VolkswagenStiftung geförderten, interdisziplinären Forschungsprojektes Verfolgung, Verweigerung und Widerstand in Westfalen 1933–1945 mit. Von 1990 bis 1998 war er Forschungsleiter im Archiv der Diözese Münster. Es folgte 1996 die Habilitation im Fachbereich Mittlere und Neuere Kirchengeschichte mit der Habilitationsschrift Abschied vom Milieu? Katholizismus im Bistum Münster und in den Niederlanden 1945–1980. Seine Antrittsvorlesung als Privatdozent hielt er am 23. Januar 1997, veröffentlicht wurde sie am Ende des Jahres in der Jesuitenzeitschrift Orientierung.
Seit 1997 ist Damberg ein ordentliches Mitglied der Historischen Kommission für Westfalen. Nach einem Lehrauftrag an der Universität Mainz (1998/1999) und einer Lehrstuhlvertretung an der Universität/Gesamthochschule Essen erhielt Damberg im Jahr 2000 die Professur für Kirchengeschichte des Mittelalters und der Neuzeit an der Katholisch-Theologischen Fakultät der Ruhr-Universität Bochum. Von 2013 bis 2016 fungierte er als Prodekan und Dekan der Fakultät. Nach seiner Emeritierung zum 1. Oktober 2019 war er anschließend für zwei weitere Jahre als Seniorprofessor tätig (2019–2021).
Er ist Mitglied der Wissenschaftlichen Kommission der Kommission für Zeitgeschichte (Bonn) und war von 2009 bis 2017 deren Vorsitzender. Von 2004 bis 2021 war er (Mit)Herausgeber der Reihe Veröffentlichungen der Kommission für Zeitgeschichte. Seit 2004 ist er Mitherausgeber der Reihe Konfession und Gesellschaft und seit 2008 des Historischen Jahrbuchs.
Damberg ist verheiratet und hat zwei Kinder.

## Forschungsgebiete
Wilhelm Damberg forscht hauptsächlich im Bereich der kirchlichen Zeitgeschichte. Der von ihm moderierte Arbeitskreis für kirchliche Zeitgeschichte in Münster leistete einen vor allem theoretisch wegweisenden Beitrag zur Erforschung der katholischen Subkultur im 19. und 20. Jahrhundert. Seine daran anknüpfende Habilitationsschrift beschäftigte sich als eine der ersten Forschungsarbeiten mit Transformationsprozessen im deutschen Katholizismus zwischen 1945 und 1980 im Zeichen der Erosion des katholischen Milieus und den Aufbruchprozessen des Zweiten Vatikanums. Die Arbeit zeichnet sich ferner mit dem Bezug auf die Niederlande durch eine transnationale Perspektive aus. Sowohl das Interesse an den genannten Themenfeldern als auch an der transnationalen Perspektive ist bei Damberg bis heute geblieben und schlägt sich in seiner Beteiligung am Forschungsprojekt Transformation der Religion in der Moderne (Sprecher der DFG-Forschergruppe 621, 2005–2012) sowie der Leitung des Projektes CrossingOver (2003–2018), das der Erforschung von Geschichte und Gegenwart des Katholizismus in den USA gewidmet war, nieder. Anschließend beteiligte er sich zusammen mit seinem späteren Nachfolger auf dem Bochumer Lehrstuhl, Florian Bock, an der DFG-Forschungsgruppe 2973 „Katholischsein in der Bundesrepublik Deutschland. Semantiken, Praktiken, Emotionen in der westdeutschen Gesellschaft 1965-1989/90“ mit einem Projekt „Katholischsein mit – oder gegen die Grünen?“ (seit 2020).

## Schriften (Auswahl)

### Als Autor und Mitautor
- Der Kampf um die Schulen in Westfalen 1933–1945. Matthias-Grünewald-Verlag, Mainz 1986, ISBN 3-7867-1263-8.
- Abschied vom Milieu? Katholizismus im Bistum Münster und in den Niederlanden 1945–1980 (= Veröffentlichungen der Kommission für Zeitgeschichte, Reihe B, Bd. 79). Schöningh, Paderborn 1997, ISBN 3-506-79984-3.
- Kriegserfahrung und Kriegstheologie 1939–1945. In: Theologische Quartalschrift, Jg. 182 (2002), S. 321–341.
- Christen und Juden in der Kirchengeschichte. Methoden, Perspektiven, Probleme. In: Peter Hünermann, Thomas Söding (Hrsg.): Methodische Erneuerung der Theologie. Konsequenzen der wiederentdeckten jüdisch-christlichen Gemeinsamkeiten (= Quaestiones disputatae, Bd. 200). Herder, Freiburg 2003, ISBN 3-451-02200-1, S. 93–115.
- mit Gisela Muschiol: Das Bistum Münster. Eine illustrierte Geschichte 805–2005. Aschendorff, Münster 2004, ISBN 3-402-03414-X.
- Katholizismus und pluralistische Gesellschaft in der Bundesrepublik Deutschland. In: Karl-Joseph Hummel (Hrsg.): Zeitgeschichtliche Katholizismusforschung. Tatsachen, Deutungen, Fragen. Eine Zwischenbilanz (= Veröffentlichungen der Kommission für Zeitgeschichte, Reihe B, Bd. 100). Schöningh, Paderborn 2004, ISBN 3-506-71339-6, S. 115–129.
- mit Claudia Hiepel, Alfredo Canavero: Formation of Christian Working-Class Organizations in Belgium, Germany, Italy and the Netherlands (1840s–1920s). In: Lex Heerma van Voss, Patrick Pasture, Jan De Maeyer (Hrsg.): Between Cross and Class. Comparative Histories of Christian Labour in Europe 1840–2000 (= International and Comparative Social History, Bd. 8). Peter Lang, Bern 2005, S. 49–80.
- Entwicklungslinien des europäischen Katholizismus im 20. Jahrhundert. In: Journal of Modern European History, Jg. 2005, Nr. 2 (Themenheft: Christian Churches and Religion in the 20th Century), S. 164–182.
- Krieg, Theologie und Kriegserfahrung. In: Karl-Joseph Hummel, Christoph Kösters (Hrsg.): Kirchen im Krieg. Europa 1939–1945. Schöningh, Paderborn 2007, ISBN 978-3-506-75688-6, S. 203–215.
- mit Johannes Meier und Verena Schmidt: Das Bistum Essen 1958–2008. Eine illustrierte Kirchengeschichte der Region von den Anfängen des Christentums bis zur Gegenwart. Aschendorff, Münster 2008, ISBN 978-3-402-12731-5.
- The Catholic Church and European Catholicism after 1945. Moving Towards Convergence or Diversity and Fragmentation? In: Pancratius Cornelis Beentjes (Hrsg.): The Catholic Church and Modernity in Europe (= Tilburg Theological Studies, Bd. 3). Lit, Berlin 2009, ISBN 978-3-643-90023-4, S. 17–31.
- Die Priesterbruderschaft St. Pius X. (FSSPX) und ihr politisch-geistesgeschichtlicher Hintergrund. In: Peter Hünermann (Hrsg.): Exkommunikation oder Kommunikation? Der Weg der Kirche nach dem II. Vatikanum und die Pius-Brüder (= Quaestiones Disputatae, Bd. 236). Herder, Freiburg 2009, ISBN 978-3-451-02236-4, S. 69–122.
- Erwin Iserloh. In: Biographisch-Bibliographisches Kirchenlexikon (BBKL). Band 31, Bautz, Nordhausen 2010, ISBN 978-3-88309-544-8, Sp. 687–694 (Artikel/Artikelanfang im Internet-Archive).
- Die Katholiken und die Juden. Zur Vorgeschichte eines fundamentalen Paradigmenwechsels in der ersten Hälfte des 20. Jahrhunderts. In: Internationale katholische Zeitschrift Communio, Jg. 39 (2010), S. 357–370.
- Die Gemeinsame Synode der Bistümer in der Bundesrepublik Deutschland (1971–1975). Eine historische Betrachtung. In: Pastoraltheologische Informationen, Jg. 31 (2011), S. 7–23.
- Die Schuld der Kirche in der Geschichte. In: Karl-Joseph Hummel, Christoph Kösters (Hrsg.): Kirche, Krieg und Katholiken. Geschichte und Gedächtnis im 20. Jahrhundert. Herder, Freiburg 2014, S. 148–171.
- Die Würzburger Synode (1971–1975) und die Vergangenheit der Kirche. Johann Baptist Metz, Erwin Iserloh und das Verhältnis von Theologie und Geschichte. In: Georg Essen, Christian Frevel (Hrsg.): Theologie der Geschichte – Geschichte der Theologie (= Quaestiones Disputatae, Bd. 294). Herder, Freiburg 2018, ISBN 978-3-451-02294-4, S. 100–132.
- Is there an American Exceptionalism? American and German Catholics in Comparison. In: David Hempton, Hugh Mc Leod (Eds.): Secularization and Religious Innovation in the North Atlantic World, Oxford 2017, ISBN 978-0-19-879807-1, p. 255–271.
- Kardinal Jaeger, die Enzyklika „Humanae vitae“ und die „Königsteiner Erklärung“ der Deutschen Bischofskonferenz (1968). In: Nicole Priesching, Gisela Fleckenstein (Hrsg.): Lorenz Jaeger als Theologe (= Lorenz Kardinal Jaeger, Bd. 1), Brill | Schöningh, Paderborn 2019, ISBN 978-3-506-70148-0, S. 211–227.
- Mißbrauch. Die Geschichte eines internationalen Skandals. In: Birgit Aschmann (Hrsg.): Katholische Dunkelräume. Die Kirche und der sexuelle Mißbrauch, Brill | Schöningh, Paderborn 2022, ISBN 978-3-506-79121-4.
- Religiöse Dynamiken der Gegenwart. Thesen zum Thema Religion übersetzen. In: Historisches Jahrbuch 142 (2022), S. 478–492.

### Als Mitherausgeber
- mit Antonius Liedhegener: Katholiken in den USA und Deutschland. Kirche, Gesellschaft und Politik. Aschendorff, Münster 2006, ISBN 3-402-00230-2.
- mit Bernhard Frings, Traugott Jähnichen, Uwe Kaminsky: Mutter Kirche – Vater Staat? Geschichte, Praxis und Debatten der konfessionellen Heimerziehung seit 1945. Aschendorff, Münster 2010, ISBN 978-3-402-12842-8.
- mit Staf Hellemans: Die neue Mitte der Kirche. Der Aufstieg der intermediären Instanzen in den europäischen Großkirchen seit 1945 (= Konfession und Gesellschaft, Bd. 42). Kohlhammer, Stuttgart 2010, ISBN 978-3-17-021655-6.
- mit Frank Bösch, Lucian Hölscher, Traugott Jähnichen, Volkhard Krech: Soziale Strukturen und Semantiken des Religiösen im Wandel. Transformationen in der Bundesrepublik Deutschland 1949–1989. Klartext, Essen 2011, ISBN 978-3-8375-0535-1.
- mit Karl-Joseph Hummel: Katholizismus in Deutschland. Zeitgeschichte und Gegenwart (= Veröffentlichungen der Kommission für Zeitgeschichte, Reihe B, Bd. 130). Schöningh, Paderborn 2015, ISBN 978-3-506-78078-2.
- mit Traugott Jähnichen: Neue Soziale Bewegungen als Herausforderung sozialkirchlichen Handelns (= Konfession und Gesellschaft, Bd. 51). Kohlhammer, Stuttgart 2015, ISBN 978-3-17-029236-9.
- mit Ute Gause, Isolde Karle, Thomas Söding: Gottes Wort in der Geschichte. Reformation und Reform in der Kirche. Herder, Freiburg 2015, ISBN 978-3-451-31996-9.
- mit Matthias Sellmann: Die Theologie und „das Neue“. Perspektiven zum kreativen Zusammenhang von Innovation und Tradition. Herder, Freiburg 2015, ISBN 978-3-451-30929-8.
- mit Marit Monteiro und Jan De Maeyer (Eds.): Child Sexual Abuse in the Churches. Historical Approaches in Belgium, Germany and the Netherlands. In: Trajecta 25 (2016), Nr. 1.
- mit Birgit Aschmann (Hrsg.): Liebe und tu, was du willst? Die „Pillenenzyklika“ Humane vitae von 1968 und ihre Folgen (= Veröffentlichungen der Kommission für Zeitgeschichte, Reihe C: Themen der kirchlichen Zeitgeschichte, Bd. 3), Brill | Schöningh, Paderborn 2021, ISBN 978-3-506-76022-7.